# Mikhaïl Levachov
Mikhail Dmitrievitch Levachov (en russe : Михаи́л Дми́триевич Левашо́в), né vers 1738 et mort entre 1774 et 1776, est un explorateur russe, lieutenant dans la marine impériale russe. 
Après l'aventure tragique de Vitus Bering en 1741, il est, avec Piotr Krenitsyne, envoyé explorer la zone entre l'Alaska et les Aléoutiennes.

## Biographie
Levashev est envoyé par l'impératrice russe Catherine II comme assistant principal du chef de l'expédition, le capitaine Piotr Krenitsyne, pour explorer les parties nord de l'océan Pacifique et en particulier la zone autour du détroit de Béring. L'expédition compte quatre navires. Levachov est le commandant du Sviatoï Pavel, tandis que Krenitsyne est celui du Sviataï Ekaterina. Krenitsyne et Levachov étudient la partie est des Aléoutiennes. En 1768-1769, Levachov hiverne dans un port naturel d'Unalaska. L'année suivante, après avoir repris leurs explorations, les deux navires passent l'hiver au Kamtchatka.
Certaines caractéristiques géographiques de la côte de l'Alaska, comme l'île Avatanak et l'île Akutan, ont été nommées par Krenitsyne et Levachov dans les cartes qui ont ensuite été publiées.
Le 4 juillet 1770, lorsque Krenitsyne se noie, Levachov prend le commandement de la flotte d'expédition russe et retourne à Saint-Pétersbourg, où il arrive le 22 octobre 1771. Plus de 60 personnes sont mortes durant l'expédition.
Port Levashef, le port d'Unalaska où Levachov avait hiverné sa première année dans le Pacifique Nord a été nommé en son honneur par le lieutenant Gavriil Sarytchev.